# Mapbox
Mapboxとはウェブサイト、アプリケーション向けオンラインカスタムマップの大規模プロバイダで、多国籍企業。主にFoursquare、ロンリープラネット、Evernote、フィナンシャル・タイムズ、ウェザーチャンネル、Snapchatで採用されている。Googleマップなど選択肢が限られた業界において2010年の創業以来、カスタムマップのニッチ需要で急速に拡大している。オープンソースの地図ライブラリやアプリケーションの分野では、当社は地図スタイル言語およびパーサーに注力し、MBTilesや、TileMillという地図作成IDE、LeafletというJavaScriptライブラリ、CartoCSSの開発もしくは主要作成者である。日本にソフトバンクが出資する現地法人を置く。

## 歴史
2010年に、非営利の顧客に地図のカスタマイズを提供することを目的にディベロップシードの一部であるスタートアップとして設立された。2013年までにファウンドリー・グループからシリーズAラウンドで1,000万ドルのブートストラップ投資を受けた。2015年6月、シリーズBラウンドでDFJグロースから5,255万ドルを調達した。
オープンストリートマップの初期から使用されているツールであるiDエディタはナイト財団から57万5千ドルの投資を受けている。
2016年7月11日、MapQuestがオープンタイルAPIを終了した時にGNOME Mapsなどのユーザーは代替を模索している間、一時的にMapboxタイルサーバーの無料版に乗り換えた。
2017年10月、ソフトバンクはファウンドリー・グループ、DFJグロース、DBLパートナーズ、スライブキャピタルと共に1億6千4百万ドルの出資を行った。

## データのソースと技術
データはオープンストリートマップやNASAといったオープンデーターソースとデジタルグローブといったプロプライエタリのデーターソースの両方を、技術はNode.js、CouchDB、Mapnik、GDAL、Leafletjsを元にしている。
またMapboxではStrava、RunKeeperなど顧客先のユーザーを自動的な方法で追跡することでオープンストリートマップで欠けているデータを識別し、修正データを手動で適用したりOSM編集者に問題を報告している。